# افتتاحیه المپیک تابستانی ۲۰۱۶
مراسم افتتاحیه بازی‌های المپیک تابستانی ۲۰۱۶ در شب جمعه ۵ اوت ۲۰۱۶ در ورزشگاه ماراکانا، ریو دو ژانیرو در ساعت ۲۰:۰۰ به وقت محلی (BRT)، برابر با ۲۳:۰۰ به وقت جهانی (یوتی‌سی) آغاز شد. از سال ۱۹۰۰ این نخستین باری بود که مراسم گشایش بازی‌های المپیک تابستانی در یک محل به غیر از یک ورزشگاه دو و میدانی برگزار می‌شد. همانگونه که در منشور الزامی المپیک آمده، اجرای مراسم رسمی گشایش این رویداد ورزشی بین‌المللی (از جمله سخنرانی‌های خوش‌آمد گویی، مراسم بالا بردن پرچم‌ها و رژهٔ ورزشکاران) بایستی که همراه و توأم با برنامه‌های هنری به نمایش گذاشتن فرهنگ کشور میزبان باشد. در ماراکانا حدود ۷۸٬۰۰۰ تماشاگر حضور داشتند. مراسم افتتاحیهٔ بازی‌های المپیک تابستانی ۲۰۱۶ برای سه ساعت و ۵۴ دقیقه ادامه داشت.

## افتتاح مراسم

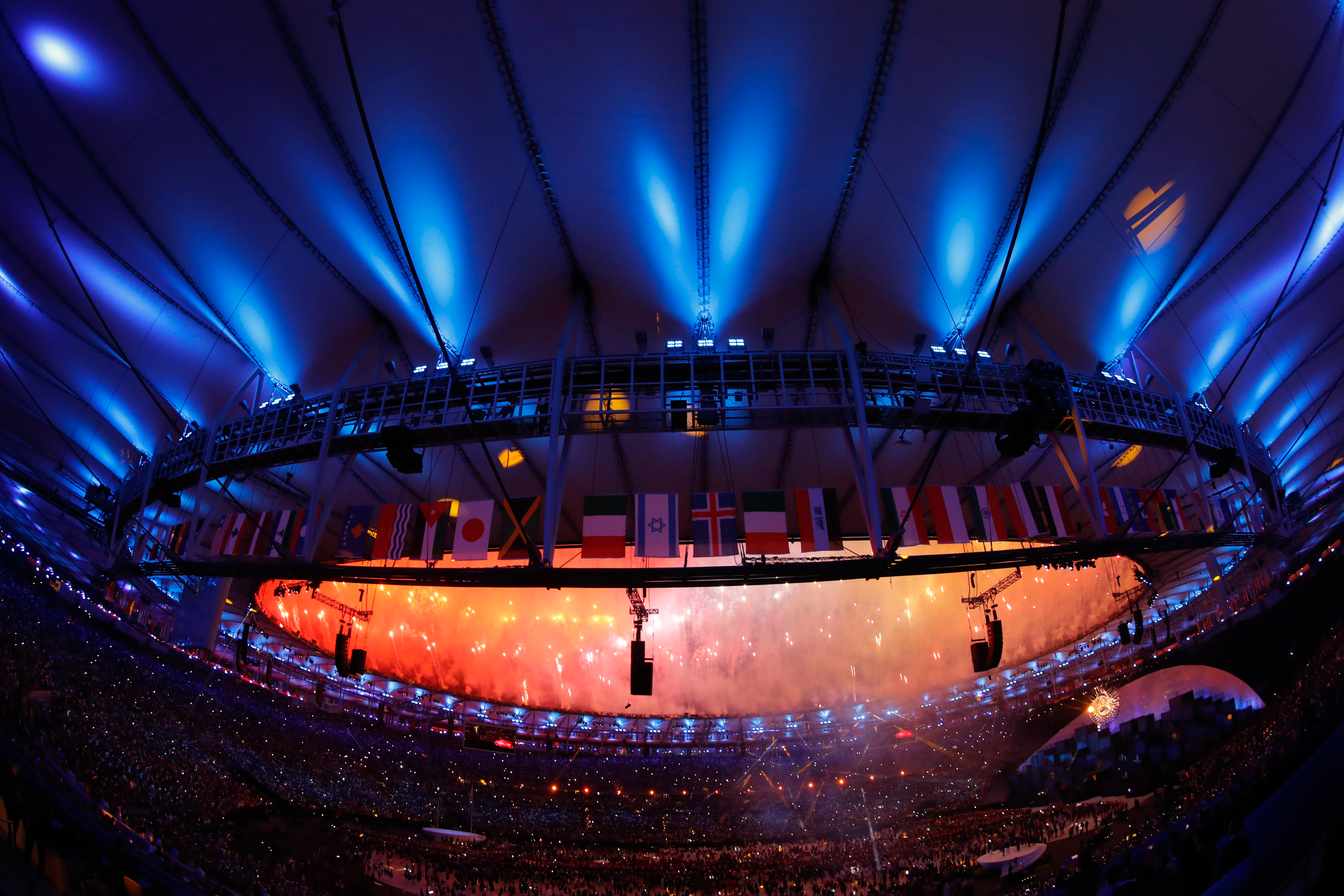
مراسم آتش‌بازی در ورزشگاه ماراکانا

سوگند المپیک به نمایندگی از سوی ورزشکاران توسط قهرمان برزیلی رابرت شایت خوانده شد. سوگند مربوطهٔ داوران و مربیان نیز به نمایندگی آنان توسط مارتینهو نوبره و آدریانا سانتوس به ترتیب صورت پذیرفت.
کفیل ریاست جمهوری برزیل میشل تامر افتتاح بازی‌ها را از جایگاه خود اعلام کرد. بر خلاف روال معمول، او در آغاز این مراسم معرفی نشد، و همچنین در پایان سخنرانی توماس باخ رئیس کنونی کمیتهٔ بین‌المللی المپیک (IOC) معرفی نگردید.

## مهمانان
- مائوریسیو ماکری (رئیس‌جمهور)[۵]
- فیلیپ بلژیک[۶] (پادشاه)
- دیوید جانستون[۷] (فرماندار کل)
- خوان مانوئل سانتوس (رئیس‌جمهور)[۵]
- میلوش زمان (رئیس‌جمهور)[۸]
- فرانک باینیماراما (نخست وزیر)[۹]
- فرانسوا اولاند (رئیس‌جمهور)[۱۰]
- یانوش آدر (رئیس‌جمهور)[۱۱]
- فردریک، ولیعهد دانمارک[۱۲] و Mary, Crown Princess of Denmark[۱۲]
- گیورگی مارگولاشویلی (رئیس‌جمهور)[۱۳]
- دالیا گریبائوسکایته (رئیس‌جمهور)[۱۴]
- مارک روته (نخست وزیر)[۱۵]
- Edith Schippers (وزیر)[۱۵]
- ویلم-الکساندر (پادشاه)[۱۵]
- ماتئو رنتسی (نخست وزیر)[۵]
- هاشم تاچی (رئیس‌جمهور)
- آلبرت دوم[۱۶]
- هوراسیو کارتس (رئیس‌جمهور)[۵]
- مارسلو ربلو دی سوسا (رئیس‌جمهور)
- تمیم بن حمد بن خلیفه آل ثانی (امیر)
- تومیسلاو نیکولیچ (رئیس‌جمهور)[۱۷]
- آندری کیسکا (رئیس‌جمهور)
- یوهان اشنایدر-آمان (رئیس‌جمهور)
- بان کی‌مون (رئیس سازمان ملل)[۱۰]